# Duelo de los destinos
Duelo de los destinos (en inglés "Duel of the Fates") es un tema musical recurrente en la trilogía de las precuelas de Star Wars y el Universo Expandido. Fue compuesta por John Williams y grabada para la banda sonora de la película Star Wars: Episodio I - La amenaza fantasma por la Orquesta Sinfónica de Londres. Esta pieza sinfónica se toca con una orquesta completa y un coro. La letra se basa en un fragmento de un poema arcaico galés llamado "Cad Goddeu", y está cantada en sánscrito. La pieza debuta durante el último duelo de sables de luz en la película. Con el vídeo musical de este tema la Orquesta Sinfónica de Londres se convirtió en el único grupo clásico con un video estrenado en el programa Total Request Live de MTV. La pieza es constantemente referida como el mejor tema musical de la Guerra de las Galaxias y uno de los mejores elementos de las precuelas.

## Composición

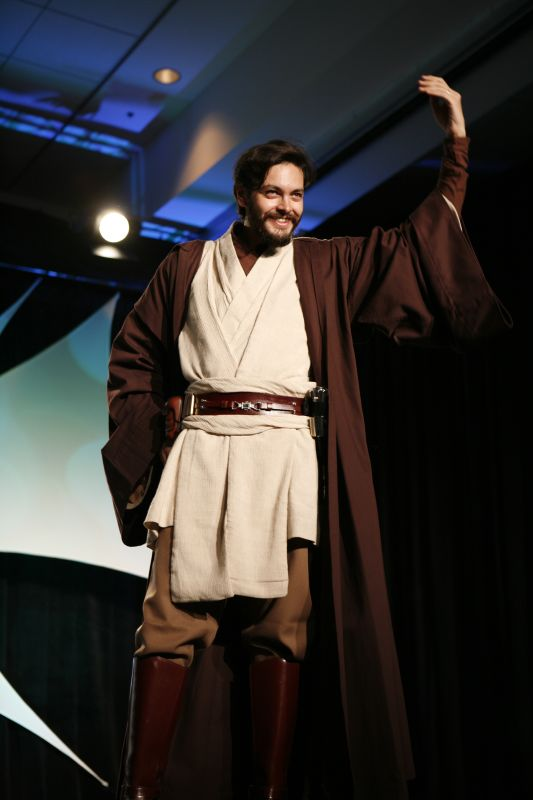
Obi Wan Kenobi es el protagonista de Duelo de los Destinos

Aunque Williams dirigió "Duelo de los destinos" para aparecer como una suite de conciertos en los créditos finales (en lugar de la película), Williams registró señales similares utilizando el motivo ostinato y, en un caso, una versión 'cortada', etiquetada como "Gran duelo". John Williams declaró que el coro se introdujo para dar una sensación religiosa y de templo al épico duelo con sables de luz. Williams comparó el escenario de la batalla con un altar pagano, y que el duelo en sí mismo "parece un baile o un ballet, una ceremonia religiosa de algún tipo, que probablemente termine con la muerte de uno de los combatientes". Para el Episodio I, John Williams grabó una versión sin coro de "Duelo de los destinos", luego grabó el coro actuando por sí solo, luego superpuso las voces sobre las grabaciones sin coro.

## Apariciones en Star Wars

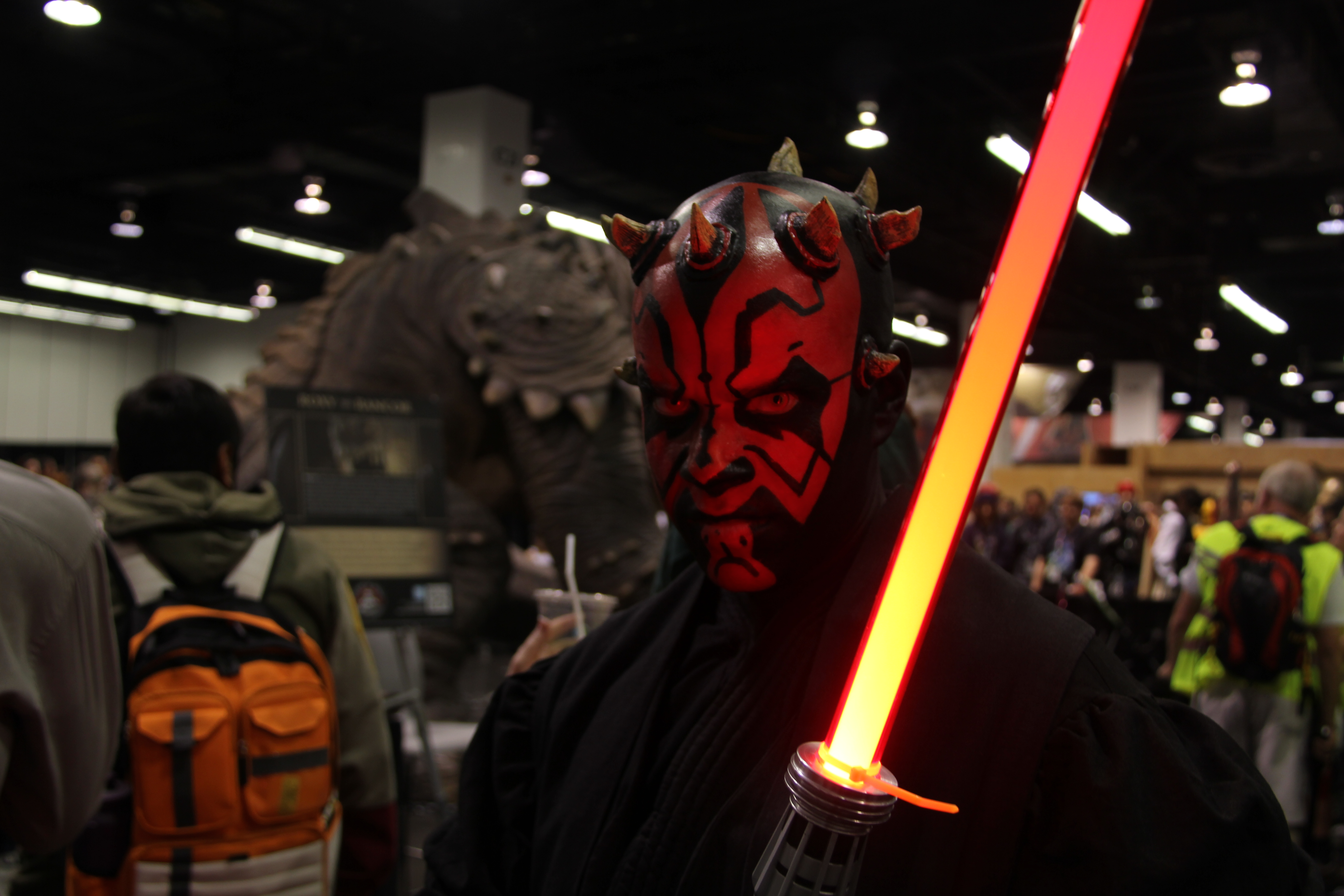
Darth Maul es el villano original de Duelo de los destinos

La música tuvo su debut durante el último duelo de sables de luz entre Qui-Gon Jinn, Obi-Wan Kenobi y Darth Maul en Star Wars: Episodio I - La amenaza fantasma.
Se presenta una versión abreviada en Star Wars: Episodio II - El ataque de los clones cuando Anakin Skywalker usó una moto de velocidad para buscar a su madre.
La pieza "Batalla de los héroes", que se presenta en Star Wars: Episodio III - La venganza de los Sith, durante la secuencia de batalla entre Yoda y el Emperador Palpatine en la cámara del Senado en Coruscant, y la batalla simultánea entre Darth Vader y Obi-Wan Kenobi en Mustafar, tuvo una pieza de "Duelo de los destinos", pero reescrito en un modo trágico. Lucas había expresado en un documental de La amenaza fantasma que quería usar "Duelo de los destinos" en Star Wars: Episodio III - La venganza de los Sith, ya que le gustaba la sensación del trabajo. Sin embargo, decidió no usarlo principalmente porque no coincidía con el humor trágico del duelo entre Obi-Wan y Vader. "Duelo de los destinos" hace una aparición durante la escena de la lucha Yoda y Palpatine. Para este ejemplo, John Williams volvió a grabar el coro y en capas por encima de la grabación vocal de menos de Episodio I.
La pieza también se escucha en los propios videojuegos basados en la saga de Star Wars, así como en Soulcalibur IV, siempre que The Apprentice pelea dentro de cualquiera de las tres etapas temáticas de Star Wars del juego, así como durante su final prolongado. "Duelo de los destinos" también se reproduce cuando Darth Maul aparece durante el show Jedi Training Academy presentado en Disney's Hollywood Studios y Disneylandia.
Otro especial de Lego Star Wars, titulado The Yoda Chronicles: Menace of the Sith , también presentó "Duelo de los destinos". El Conde Dooku reproduce la música en una radio durante una demostración del poder del clon Sith Jek-14. Darth Maul se queja de que Duelo de los destinos es su canción principal, a lo que Asajj Ventress responde "¿Alguien puede decir diva?".
También aparece en la segunda temporada de Star Wars: Rebels en el episodio "The Future of the Force" cuando Ahsoka Tano se enfrenta a los Inquisidores Imperiales, y nuevamente en el final de la temporada, "Twilight of the Apprentice", cuando lucha contra Maul.
En cambio, no se escucha en Star Wars: El ascenso de Skywalker. Sin embargo, está presente en un anuncio de televisión titulado "Duelo", mezclado con la "Marcha Imperial".

## Recepción

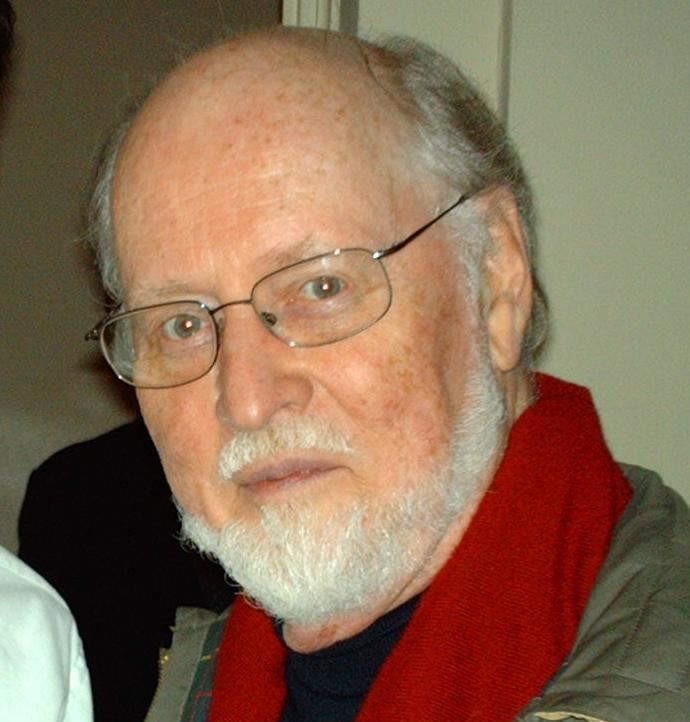
John Williams es el Creador, compositor y director de Duelos de los Destinos, la cual es ampliamente considerada su mejor obra para el universo de la Guerra de las Galaxias

A pesar de que solo se usó ligeramente en la película La amenaza fantasma, el tema "Duelo de los destinos" definió la música de la trilogía de precuela. Fue tan querido por todos los fanáticos y visto como una cualidad muy superior de las precuelas sobre las películas originales, que pasó a mezclarse con el tema "Batalla de héroes" en La venganza de los Sith.

### Uso fuera de Star Wars
Duelo de los destinos también se ha utilizado para referenciar y satirizar Star Wars. Por ejemplo, en el episodio de Los Simpson "Please Homer, Don't Hammer 'Em", la canción suena en una secuencia parodiando Star Wars , durante una batalla de alergenos entre Bart Simpson y Seymour Skinner.
La canción también se utilizó como tema para la transmisión de 2003 del Drum Corps International World Championships en PBS.
"Duelo de los destinos" se usó en la transmisión original de la BBC de la Serie Top Gear 9 Episodio 2 en 2007, durante el segmento en el que el anfitrión James May conduce un Bugatti Veyron a su velocidad máxima en la pista de pruebas de Volkswagen en Ehra-Lessien.
El Tottenham Hotspur FC usa Duelo de los destinos para anunciar la aparición de los jugadores desde el túnel.
La Band Rabbit Junk de JP Anderson usó una muestra de "Duelo de los destinos" en la canción "Demons", que aparece en el álbum Reframe.
Los Boston Pops interpretaron la pieza cuando los Montreal Canadiens y Boston Bruins ingresaron al Gillette Stadium para el NHL Winter Classic 2016.